# Хедвижин
Хедвижин (пол. Hedwiżyn) — деревня в Билгорайском повете Люблинского воеводства Польши. Входит в состав гмины Билгорай. По данным переписи 2011 года, в деревне проживало 645 человек.

## География
Деревня расположена на юго-востоке Польши, в пределах Сандомирской низменности, на расстоянии приблизительно 8 километров к северо-востоку от города Билгорай, административного центра повета. Абсолютная высота — 200 метров над уровнем моря. Через населённый пункт проходит региональная автодорога 858.

## История
В период с 1975 по 1998 годы деревня входила в состав Замойского воеводства.

## Население
Демографическая структура по состоянию на 31 марта 2011 года:
|         | Всего | До трудоспособного возраста | Трудоспособного возраста | Старше трудоспособного возраста |
| ------- | ----- | --------------------------- | ------------------------ | ------------------------------- |
| Мужчины | 331   | 77                          | 234                      | 20                              |
| Женщины | 314   | 64                          | 178                      | 72                              |
| Всего   | 645   | 141                         | 412                      | 92                              |

## Инфраструктура
- Костёл св. Ядвиги Силезской
- Кирпичный завод
- Отделение добровольной пожарной охраны